# Temple mormon de Manhattan
Le temple mormon de Manhattan est un temple de l’Église de Jésus-Christ des saints des derniers jours situé à New York, aux États-Unis. Il a été inauguré le 13 juin 2004.